# Squadre operative di supporto
Le Squadre Operative di Supporto (S.O.S.) sono reparti costituitisi a partire dal 2016, in risposta al coevo accrescimento della minaccia terroristica nei confronti del continente europeo, in seno a tutti i reggimenti e battaglioni dell'Arma dei Carabinieri. A esse è devoluto il compito di intervenire quanto più tempestivamente possibile per fronteggiare situazioni di crisi ad alto rischio, nonché prevenire, contrastare e contenere atti di terrorismo, qualora l'intervento del GIS non fosse possibile nell'immediato, e comunque in sua attesa.

## Struttura
Una Sos è formata da un numero di operatori variabile da 12 a 20 unità titolari, impiegati in servizio in equipaggi di 4 unità. In tutto il territorio nazionale sono presenti 14 aliquote S.O.S., tante quante il numero dei reggimenti e dei battaglioni mobili deputati all'ordine pubblico, da cui, peraltro, proviene il personale delle stesse. 
Recenti disposizioni hanno consolidato la figura del Coordinatore S.O.S., un ufficiale responsabile dell'intera aliquota, di regola un Tenente, e hanno inquadrato le Squadre Operative di Supporto all'interno della presistente Compagnia di Intervento Operativo.
A differenza delle Aliquote di primo intervento, le S.O.S dipendono direttamente dal Comando Generale dell'Arma dei Carabinieri che decide a quale Comando Provinciale assegnarle, per quali eventi e per quanti giorni debbano essere impiegate. Al termine del servizio, i S.O.S tornano alla caserma ove risiede il reggimento/battaglione.

## Selezione
Il personale che compone l'organico di tali reparti viene selezionato tra gli operatori presenti nelle compagnie specializzate nel mantenimento dell'ordine pubblico, oltre che dagli addetti alla Compagnia di intervento operativo.
Dopo aver aderito a specifica interpellanza, i militari, sostengono numerose e approfondite verifiche di tipo fisico, medico, psichico, psicologico, attitudinale e cognitivo, al fine di assicurarsi che ognuna di esse sia dotata delle particolari qualità necessarie allo svolgimento dei delicati compiti devoluti alle squadre. Qualora risultati idonei, gli operatori vengono inviati a Pisa, presso lo specifico centro di formazione, al fine di sostenere un apposito corso di addestramento ed ulteriore selezione. Qui vengono sostenute prove fisiche ed affinate ulteriormente tecniche di combattimento a mani nude e di difesa personale, tiro con armi da fuoco lunghe e corte, tecniche di irruzione in edifici, tattiche di movimento e guerriglia urbana, primo soccorso di eventuali feriti gravi, simulazioni counter-IED, oltre al potenziamento delle qualità fisiche generali.
Il corso di qualificazione è a cura del Centro Addestramento della 2ª Brigata mobile carabinieri dei Carabinieri, dove operano militari addestratori che hanno prestato precedente servizio presso vari reparti d'elite (G.I.S, 1° Tuscania, 7° e 13°) della forza armata. La presenza di istruttori del G.I.S. garantisce quell’amalgama tra il personale delle S.O.S e gli Incursori dell’Arma sia in termini di procedure operative quanto più aggiornate possibile, sia per quanto riguarda il coordinamento tattico.
I militari giudicati idonei alla fine dell'iter addestrativo divengono effettivi al Reparto e sosterranno periodici aggiornamenti formativi in aggiunta al costante addestramento per il mantenimento delle capacità operative.

Operatore delle S.O.S appartenente al 14º Battaglione "Calabria

Operatori S.O.S durante una fase addestrativa

## Mezzi ed equipaggiamento
Tra gli automezzi utilizzati troviamo principalmente la Jeep Grand Cherokee e la Subaru Forester, entrambi corazzati per i calibri delle armi da fuoco leggere, ma rispondendo anche ad esigenze di movimento agile e veloce.
L'uniforme indossata dalle Squadre operative di supporto è simile a quella dei reparti antisommossa, differenziandosi nella parte superiore, dove la giubba è sostituita da una specifica maglia denominata combat shirt.
Ogni militare ha in dotazione individuale un GAP con relative piastre resistenti a calibri 5,56, un CAP, un fucile d'assalto Beretta ARX 160 modello A3, oltre all'arma corta Beretta 92SB/FS. Inoltre ogni equipaggio è dotato di uno scudo balistico e di un kit breacher. Tra le altre armi troviamo anche la Beretta PM-12 versione S2, la Beretta PMX e la HK MP5.

## A.P.I/S.O.S
Se le A.P.I. (Aliquote di primo Intervento) hanno lo scopo di rafforzare le capacità antiterrorismo dei reparti territoriali dell’Arma dei Carabinieri, le S.O.S. (Squadre Operative di Supporto), invece, rispondono all’esigenza di disporre di unità di rinforzo mobili, rapidamente dispiegabili su tutto il territorio nazionale in virtù dell’esigenza di rafforzare i dispositivi antiterrorismo locali per esigenze specifiche e temporanee.
A differenza delle A.P.I. che sono legate al loro specifico comando territoriale di appartenenza, le S.O.S. sono alle dirette dipendenze del Comando Generale che decide, in virtù delle esigenze antiterrorismo specifiche e contingenti, a quale comando provinciale assegnarle e per quanti giorni. Terminata l’operazione, le S.O.S. rientrano presso il loro reggimento di appartenenza in attesa di una nuova assegnazione e il personale, in possesso di una ulteriore qualifica di eccellenza, può essere impegnato anche in altre attività a supporto del reparto di appartenenza.